# وبعدين (مسرحية)
وبعدين  مسرحية كويتية من تأليف بدر محارب وإخراج عزيز صفر.

## طاقم العمل
- طلعت زكريا.
- داوود حسين.
- فاطمة عبد الرحيم (عروض عيد الفطر).
- منى شداد (عروض عيد الأضحى بديلة عن فاطمة عبد الرحيم).
- عبد الله العتيبي.
- فيصل بوغازي.
- عماد العكاري.
- ميثم بدر.
- يوسف البغلي.
- أحمد التمار.
- حميد صفر.
- عبد الله البصيري.